# 포켓몬 더 무비 XY: 후파: 광륜의 초마신
《포켓몬 더 무비 XY : 후파: 광륜의 초마신》(일본어: ポケモン・ザ・ムービーXY 光輪の超魔神 フーパ)는 2015년 7월 19일 개봉한  극장판 포켓몬스터의 제 19기 영화이다. 대한민국은 10월 23일에 상영종료이다.

## 개요
- 동시상영 작품은 피카츄와 포켓몬 음악대이다.

## 등장 인물
- 한지우(한국 이선호, 일본 마츠모토 리카)
- 세레나(한국 김현지)
- 시트론(한국 심규혁)
- 유리카(한국 조경이)
- 바르자(한국 장민혁, 문남숙)
- 메리(한국양정화)
- 나그네

### 활약 포켓몬
- 피카츄(일본 오오타니 이쿠에)
- 루차불
- 개굴반장
- 테르나
- 도치마론
- 데덴네
- 후파(한국 여민정, 이광수)
- 루기아
- 라티오스
- 디아루가
- 펄기아
- 기라티나
- 아르세우스
- 큐레무
- 그란돈
- 가이오가
- 레쿠쟈
- 라티아스

## 같이 보기
- 포켓몬스터
- 포켓몬스터 XY